# Aristolochia mulunensis
Aristolochia mulunensis är en piprankeväxtart som beskrevs av Y.S.Huang & Yan Liu. Aristolochia mulunensis ingår i släktet piprankor, och familjen piprankeväxter. Inga underarter finns listade i Catalogue of Life.